# Arrocera Zapata
Arrocera Zapata es una localidad uruguaya ubicada en el departamento de Treinta y Tres.

## Ubicación
El lugar está situado en el sector tres del departamento de Treinta y Tres. Arrocera Zapata se encuentra al sureste de Estación Rincón, al norte de Arrocera Miní y al oeste de Arrocera La Querencia.
Existe una pista para aeronaves aeroaplicadoras que lleva el nombre del lugar, sus coordenadas son: S 32º52'11.75" 
W 
W 53º36 cuyo lugar es Rincón de Ramírez. '45.97"